# Coscinocera titanus
Coscinocera titanus är en fjärilsart som beskrevs av Friedrich Wilhelm Niepelt 1916. Coscinocera titanus ingår i släktet Coscinocera och familjen påfågelsspinnare. Inga underarter finns listade i Catalogue of Life.